# Ana Mušćet
Ana Mušćet (Metković, 1981.) multimedijalna umjetnica iz Hrvatske. Bavi se skulpturom, fotografijom, instalacijom i videom. Živi i radi u Zagrebu.

## Životopis
Ana Mušćet je studirala kiparstvo na Akademiji likovnih umjetnosti u Zagrebu, gdje je magistirirala 2016. godine u klasi profesora Slavomira Drinkovića s diplomom Summa Cum Laude. 2010. magistrirala je na odsjecima za kroatistiku i rusistiku pri Filozofskom fakultetu u Zagrebu. Sudjelovala je na brojnim skupnim izložbama, u zemlji i inozemstvu. Jedna je od umjetnica na izložbi Vidljive (The Visible Ones) u Muzeju suvremene umjetnosti u Zagrebu, 2023. Ostvarila je brojne samostalne izložbe i projekte. Dobitnica je više nagrada i priznanja od 2013. do danas.
Tijekom 2016. i 2017. godine za HR Treći program radila je kao suradnica urednice Ružice Šimunović, na emisijama Kretanje točke i U vizualnom kodu.  
Od 2018. do 2021. vodila je programe i projekte u kulturi, galeriju CEKAO i Bernardo Bernardi pri Pučkom otvorenom učilištu Zagreb, gdje je kao članica Savjeta galerija realizirala izlagačke programe za hrvatske suvremene umjetnike i dizajnere.
Umjetnička je suradnica pri Akademiji likovnih umjetnosti u Zagrebu, gdje predaje novi izborni predmet pod nazivom Narativ. Nositelj je Marko Tadić.
Članica je Vijeća za djelatnost Centara za kulturu u Gradu Zagrebu u mandatu od 2021. do 2025. godine, kao i Radne skupine za izradu Prijedloga plana razvoja kulture Grada Zagreba za razvoj kulturne strategije u razdoblju od 2023. do 2030. godine.

## Radovi, izložbe i projekti (odabir)

#### 2015.
Za svoj danas prepoznatljivi rad na temu Golog otoka, Na promjenu zrakanagrađena je II. Nagradom za slobodu, na VII. po redu Passion for Freedom festivalu u Londonu, od strane stručnog žirija, predvođenog umjetnikom, Geryjem Hillom.
Radi iste nagrade Sveučilište je Mušćet dodijelilo Posebno priznanje za ostvarenje od međunarodne važnosti, Dies Academicus 2015. Isti rad uvršten je u program Europske prijestolnice kulture, Rijeka 2020.

#### 2016.
Ana Mušćet diplomira sa svojim ključnim radom Zastave. Iste godine, njezin diplomski rad nagrađen je Grad Prixom na Slavonskom biennaleu. 25. Slavonski biennale donosi joj također i Nagradu publike 2017. godine. Zastave su jedan od najposuđenijih radova Muzeja likovnih umjetnosti u Osijeku.

#### 2019.
U svibnju 2019. u Muzeju za modernu i suvremenu umjetnost u Rijeci izlaže u Velikoj dvorani Muzeja i otvara izložbu Zastave (I, II, III). Zaklada Adris nagrađuje Mušćet za izložbu u MMSU Mušćet novčanom nagradom u kategoriji Stvaralaštvo.
Iste godine Mušćet, u suradnji sa scenaristicom Leonidom Kovač, realizira grafički roman i izložbu o životu i radu slikarice Naste Rojc - Ja borac. Izdavač je Muzej suvremene umjetnosti u Zagrebu.

#### 2021.
U zagrebačkoj Galeriji Spot predstavlja izložbu Horizont kojom tematizira krajolik obilježen traumom iz vremena Domovinskog rata, propitujući kako taj krajolik funkcionira danas. Ovom je radu prethodilo istraživanje koje je provela 2019. uz podršku Ministarstva kulture i medija i Zaklade Kultura Nova, na području Vukovarsko-srijemske županije. Jedna je od malobrojnih umjetnica/ka koji se bave temom sudbina nestalih u Domovinskom ratu.

#### 2022.
Za rad Horizont, izložen na 57. zagrebačkom salonu vizulanih umjetnosti, osvaja Grand Prix Salona. Iste godine ostvaruje i samostalne izložbu Albedo u Galeriji Matice Hrvatske u Zagrebu.

## Nagrade i priznanja (odabir)
Dobitnica je tri stipendije za izvrsnost, finalistica međunarodne austrijske Essl Art Award nagrade za 2015. godinu, dobitnica Posebne rektorove nagrade te dvije Dekanove nagrade za uspješnost u radu. Ostvarenje od međunarodne važnosti, Dies Academicus Freedom Award - osvojena druga nagrada na VII. festivalu Passion for Freedom u Londonu. Grand Prix žirija, 25. Slavonski biennale, 2016. godina. 2017., nagrada publike 25. Slavonskog biennala. Nagrada za stvaralaštvo Zaklade Adris, 2019. Grand Prix 57. zagrebačkog salona vizualnih umjetnosti za rad Horizont, 2022.